# Lucas Debargue

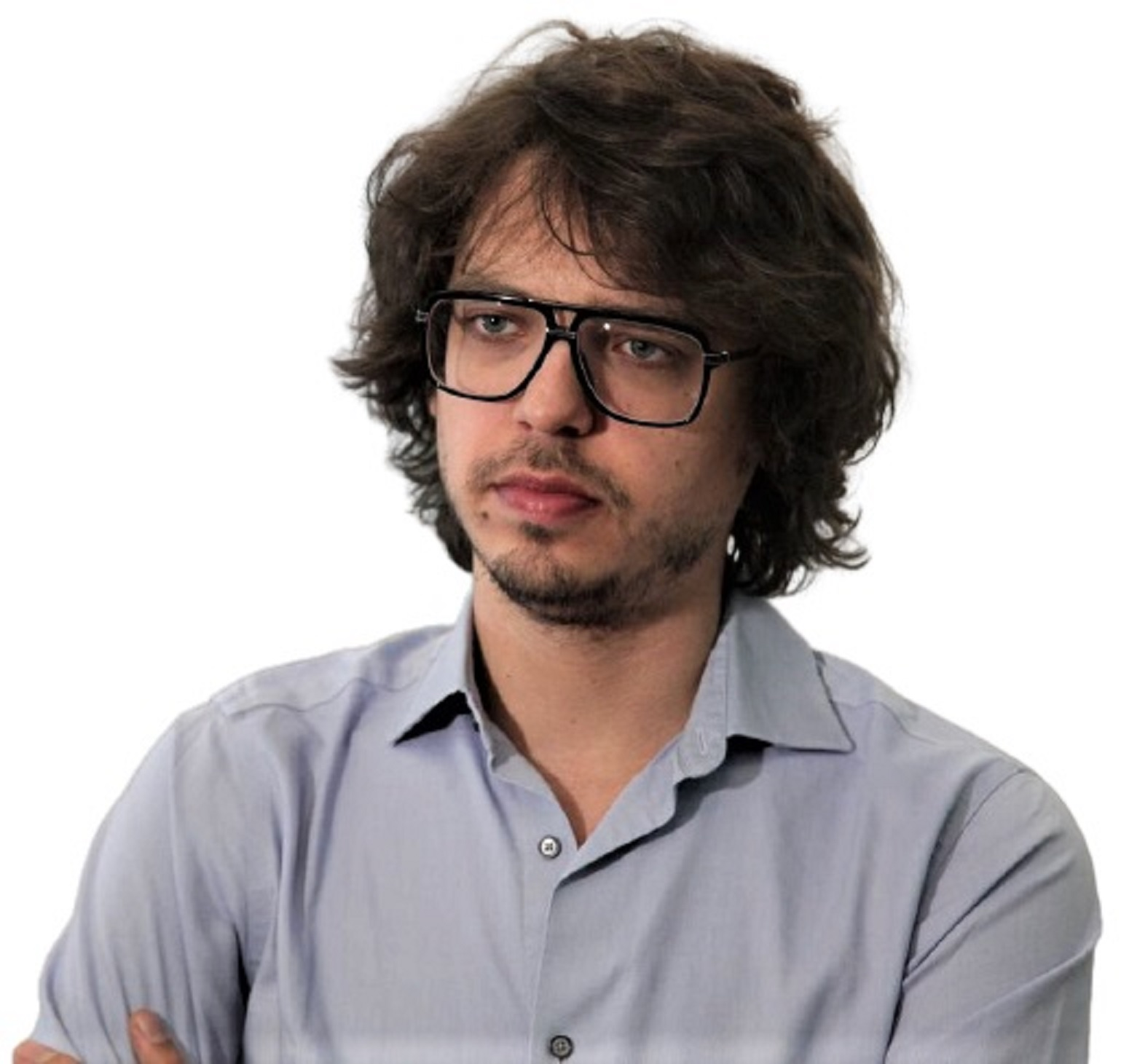
Lucas Debargue

Lucas Debargue (* 23. Oktober 1990 in Paris) ist ein französischer Pianist und Komponist.

## Leben

### Ausbildung und Anfänge
Debargue wurde in Paris geboren und wuchs in Villers-sur-Coudun als Sohn einer OP-Schwester und eines Kinesiologen auf. Ab seinem 9. Lebensjahr beschäftigte sich Debargue mit klassischer Musik – hörte Tonaufnahmen, brachte sich das Notenlesen bei und nahm bei einem ortsansässigen Lehrer Klavierunterricht. Mit 11 Jahren wurde er Schüler von Catherine Muenier am Konservatorium in Compiègne.
Im Alter von 15 Jahren gab Debargue das Klavierspiel auf, spielte E-Bass in einer Rockband und begann 17-jährig ein Literaturstudium an der Pariser Diderot-Universität, das er nach sechs Semestern abbrach. Debargue wandte sich 2010 wieder dem Klavier zu, studierte in der Klasse von Philippe Tamborini am Konservatorium in Beauvais und schloss mit einem Diplom in Klavier und Kammermusik ab. 2011 wurde Debargue Student an der Musikschule Rueil-Malmaison und später an der École Normale de Musique de Paris – jeweils in den Klassen von Rena Schereschewskaja. Zeitgleich studierte Debargue in der Klasse von Jean-François Heisser am Pariser Konservatorium und schloss das Klavierstudium 2015 erfolgreich mit der Diplomprüfung ab.
Debargue bereitete sich ab 2013 intensiv mit Schereschewskaja auf den Tschaikowski-Wettbewerb vor und war als Jazz-Pianist in der Bar Le Chat Noir am Pariser Place Pigalle und an einer Ballettschule als Korrepetitor tätig. 2014 gewann er den Adilia-Alieva-Wettbewerb in Gaillard, Frankreich.

### Tschaikowski-Wettbewerb
Debargue nahm im Sommer 2015 am 15. Internationalen Tschaikowski-Wettbewerb in Moskau teil und errang den 4. Platz. Debargue wurde von der Vereinigung der Moskauer Musikkritiker für seine Wettbewerbsleistung geehrt, „die von einzigartiger musikalischer Bedeutung ist“ und für sein „großes Talent, dessen künstlerische Vision und kreative Freiheit Kritiker und Publikum gleichermaßen begeistert hat“ und zu einem Solo-Konzert in das Internationale Haus der Musik in Moskau eingeladen.
Debargue, der als Außenseiter wahrgenommen wurde, avancierte während des Wettbewerbs aufgrund seiner Solovorträge, insbesondere von Medtners Klaviersonate op. 5 und Ravels Gaspard de la Nuit in der zweiten Runde, zum Publikumsfavoriten. Seine Konzertdarbietung in der finalen Runde – Debargues erstmaliger Auftritt mit einem Sinfonieorchester – überzeugte die Mehrheit der Juroren nicht. Die russischen Jurymitglieder Boris Beresowski, Denis Mazujew und Dmitri Baschkirow distanzierten sich nach Bekanntgabe der Wertung öffentlich vom Gemeinschaftsentscheid, da sie Debargues Leistung als „einzigartig“ beurteilten und ihn auf einem der vorderen Plätze sahen.
Waleri Gergijew, der als Schirmherr beim Tschaikowski-Wettbewerb fungierte, lud den viertplatzierten Debargue entgegen den Gepflogenheiten zum abschließenden Preisträgerkonzert am 2. Juli 2015 in den Großen Konzertsaal des Moskauer Konservatoriums ein, der Pianist brachte Tschaikowskis 1. Klavierkonzert und Rachmaninows 4. Klavierkonzert mit dem Mariinski-Theater Orchester unter dem Dirigat von Gergijew zum Vortrag. Gergijew engagierte Debargue anschließend für eine Konzertreihe ans Sankt Petersburger Mariinski-Theater, die am 14. Juli 2015 mit einem öffentlich übertragenen Solo-Rezital begann. Kurz darauf unterzeichnete Debargue einen Plattenvertrag bei Sony Classical und wird seit Oktober 2015 international durch Columbia Artists Management vertreten.

### Karriere
Seither gastiert Debargue international mit Solo- und Orchesterkonzerten. Im Jahr 2016 war er für etwa 60 Konzerte gebucht. Im November 2016 gab Debargue ein Solo-Konzert im Münchner Prinzregententheater, mit Werken von Scarlatti, Ravel und Franz Liszt. Im Januar 2017 spielte Debargue ein Solo-Recital im Kammermusiksaal der Berliner Philharmonie, ebenfalls mit Werken von Scarlatti, Beethoven, Liszt und Ravel.
Im April 2016 erschien bei Sony Classical Debargues Debüt-Aufnahme, ein Live-Mitschnitt vom November 2015 aus der Salle Cortot in Paris. Die Einspielung wurde mit dem niederländischen Musikpreis Edison ausgezeichnet. Bereits im September 2016 erschien das zweite Album, für das Debargue 2017 den Echo Klassik erhielt. Im Oktober 2017 wurde das dritte Solo-Album veröffentlicht und im November 2017 Debargues erste Kammermusikeinspielung.

## Auszeichnungen
- 2014: erster Preis beim Adilia-Alieva-Wettbewerb in Gaillard.
- 2015: Preis der Vereinigung der Moskauer Musikkritiker für die musikalische Leistung beim 15. Tschaikowski-Wettbewerb.
- 2016: Edison in der Kategorie Debüt für das Album Scarlatti • Chopin • Liszt • Ravel.
- 2017: Echo Klassik in der Kategorie Nachwuchskünstler des Jahres für das Album Bach • Beethoven • Medtner.

## Diskografie

### Solistische Einspielungen
- Scarlatti • Chopin • Liszt • Ravel. Domenico Scarlatti: Klaviersonaten K. 208, K. 24, K. 132 und K. 141; Frédéric Chopin: Ballade Nr. 4 f-Moll op. 52; Franz Liszt: Mephisto-Walzer Nr. 1; Maurice Ravel: Gaspard de la nuit; Edvard Grieg: Melodie op 47 Nr. 3; Franz Schubert: Moments musicaux Nr. 3. Lucas Debargue/Domenico Scarlatti: Variation I über K. 208. Sony Classical, April 2016. Live-Aufnahme vom 20. und 22. November 2015 im Salle Cortot in Paris.
- Bach • Beethoven • Medtner. Johann Sebastian Bach: Toccata in c-Moll BWV 911; Ludwig van Beethoven: Sonate Nr. 7 D-Dur op. 10 Nr. 3; Nikolai Medtner: Sonate f-Moll op. 5. Sony Classical, September 2016. Studioaufnahme zwischen dem 1. und 5. Februar 2016 im Berliner Funkhaus Nalepastraße.
- Schubert • Szymanowski. Franz Schubert: Klaviersonaten a-Moll D 784 und A-Dur D 664; Karol Szymanowski: Klaviersonate Nr. 2 in A-Dur op. 21. Sony Classical, Oktober 2017. Aufnahme zwischen dem 10. und 15. Juli 2017 im Konzerthaus La Grange au Lac in Neuvecelle, Frankreich.
- Scarlatti • 52 Sonatas. Sony Classical, Oktober 2019. Aufnahme im September 2018 in der Jesus-Christus-Kirche Dahlem auf einem Bösendorfer Flügel VC 280.
- Fauré – Complete Music For Solo Piano. Sony Classical, 8. März 2024. Eingespielt mit einem 102-tastigen Flügel von Stephen Paulello[25]

### Kammermusik
- Quatuor pour la fin du temps von Olivier Messiaen mit Martin Fröst, Janine Jansen und Torleif Thedéen. Sony Classical, November 2017. Aufnahme zwischen dem 28. und 30. August 2017 in der Siemensvilla in Berlin-Lankwitz.

## Kompositionen
- Variation I zu der Sonate K. 208 von Domenico Scarlatti. Aufnahme für Sony Classical im November 2015 im Salle Cortot in Paris.
- Orpheo di camera, Concertino für Klavier, Schlagzeug und Streichorchester. Uraufführung am 9. Juni 2017 mit der Kremerata Baltica unter Leitung von Gidon Kremer in Cēsis, Lettland.[26]
- Trio pour piano et cordes für Violine, Cello und Klavier. Aufführung im Auditorium der Fondation Louis Vuitton am 29. September 2017.[27]
- Improvisation über den Luther-Choral Ein feste Burg ist unser Gott. Aufführung im Rahmen der Echo-Verleihung am 29. Oktober 2017 in der Elbphilharmonie.[28]
- Quatuor Symphonique für Violine, Viola, Cello und Klavier. Uraufführung am 29. März 2018 im Centre de musique de chambre de Paris.[29]

## Filme
- Lucas Debargue: tout à la musique (Titel international Lucas Debargue: To music), Dokumentarfilm (2017), 84:00 Min., Regie: Martin Mirabel, Produktion: Bel Air Media. Erstausstrahlung am 29. September 2017 im Auditorium der Fondation Louis Vuitton, Inhaltsangabe (französisch mit englischen Untertiteln).